# 激情劊子手
《激情劊子手》（英語：Sea of Love）是一部1989年美國新黑色驚悚片，由哈洛德·貝克執導，艾爾·帕西諾、艾倫·芭金和約翰·古德曼主演。故事講述了紐約市出現透過報紙的單身專欄找尋目標的連環殺手，一名當地警探試圖將他緝捕到案。電影由理查·布萊斯編劇，改編自布萊斯的1978年小說《女士們的男人》，但電影除了主要思維外，其餘皆與原作相違，書中甚至並未涉及對連環殺手的追查。本片是帕西諾繼《革命》（1985年）失利後相隔四年帶來的首部作品。
《激情劊子手》1989年9月15日在美國上映，口碑票房雙收。

## 演員
- 艾爾·帕西諾飾演法蘭克·凱勒警探
- 艾倫·芭金飾演海倫·克魯格
- 約翰·古德曼飾演謝爾曼·圖伊警探
- 麥可·魯克飾演泰瑞·克魯格
- 威廉·赫基飾演老法蘭克·凱勒
- 理查德·詹金斯飾演格魯伯警探
- 約翰·史賓賽飾演分局局長
- 麥可·歐尼爾飾演雷蒙·布朗

罗林·布兰考在片中飾演凱勒前妻丹妮絲，其鏡頭在電影院線上映時刪減，但在電視播映版中保留。此時還未成名的山繆·傑克森飾演名為「黑人」的小角色。

## 外部連結
- 互联网电影数据库（IMDb）上《激情劊子手》的资料（英文）
- 美国电影学会目录上的《激情劊子手》（英文）
- TCM电影资料库上《激情劊子手》的资料（英文）
- AllMovie上《激情劊子手》的资料（英文）
- 爛番茄上《激情劊子手》的資料（英文）